# José Maria Marin
José Maria Marin (São Paulo, 6 de maio de 1932 – São Paulo, 20 de julho de 2025) foi um advogado, futebolista, dirigente esportivo e político brasileiro. Foi Governador de São Paulo entre 1982 e 1983, sendo o penúltimo da ditadura militar, Presidente da Confederação Brasileira de Futebol de 2012 até 2015 e presidente do Comitê Organizador Local da Copa do Mundo da FIFA Brasil 2014.
Em 27 de maio de 2015, foi banido de qualquer atividade relacionada ao futebol, pela Federação Internacional de Futebol (FIFA) e afastado do quadro diretivo da CBF. Em 22 de dezembro de 2017, foi condenado por seis crimes pelo Tribunal Federal do Brooklyn, em Nova York, e encaminhado para a prisão. Em 30 de março de 2020, foi posto em liberdade por razões humanitárias.

## Biografia
Filho de Joaquín Marín y Umañes, de origem galega e um dos introdutores do pugilismo no Brasil, José Maria Marin nasceu e cresceu em Santo Amaro, na zona sul de São Paulo, onde mais tarde faria fama no futebol e na política. Foi atleta do São Paulo Futebol Clube, onde atuava como ponta-direita.
O jovem jogador chamou a atenção de Vicente Feola, futuro técnico campeão do mundo e então treinador do São Paulo. Embora tecnicamente não fosse um ótimo atleta, Marin teve a astúcia e a esperteza reconhecidas por Feola, que lhe recomendou que estudasse para garantir uma boa profissão.
A carreira de jogador não foi empolgante. Entre 1949 e 1954, Marin passou mais tempo atuando em clubes menores de São Paulo, como o São Bento de Marília e o Jabaquara, do que no próprio Tricolor Paulista, pelo qual disputou apenas dois jogos oficiais e marcou um gol.
Seguindo os conselhos do treinador, Marin conciliou a rotina dos treinos com os estudos na Faculdade de Direito do Largo de São Francisco, formando-se bacharel em 1955.

### Política
Marin iniciou sua carreira política em 1963, ano em que se elegeu vereador em São Paulo, filiado ao Partido de Representação Popular (PRP), fundado pelo integralista Plínio Salgado, a quem Marin chamava de "grande chefe" e apontava no plenário, emocionado, como seu modelo político. Em 1969, tornou-se presidente da Câmara Municipal de São Paulo.
Na década seguinte, foi deputado estadual pela ARENA, proferindo discursos inflamados contra a esquerda. O mais notório deles foi publicado em 9 de outubro de 1975 no Diário Oficial do Estado de São Paulo. O texto criticava a ausência da TV Cultura na cobertura de eventos do partido e exigia uma providência para que a "tranquilidade" voltasse a reinar no Estado. Mais tarde, o discurso passou a ser visto como uma das causas que levaram à morte do jornalista Vladimir Herzog 16 dias depois.
Em 1978, Marin foi eleito, em eleição indireta, vice-governador de São Paulo e, entre 1982 e 1983, exerceu o cargo de governador por dez meses, em virtude da desincompatibilização de Paulo Maluf, que iria disputar uma vaga de deputado federal. Como governador, deu continuidade ao plano de governo de Maluf, como o prosseguimento do projeto energético do estado, inaugurando hidrelétricas no interior, e assinou a extinção do Departamento de Ordem Política e Social (DOPS) paulista, órgão de repressão policial da ditadura militar. No entanto, a exemplo de seu antecessor, ainda enfrentou denúncias de ação truculenta da Polícia Militar contra atitudes vistas como contrárias ao governo. Passou o cargo em março de 1983 para o senador oposicionista André Franco Montoro, candidato pelo PMDB. Após o fim do regime militar, Marin foi perdendo prestígio político com o passar dos anos.
Em 1985, foi um dos principais coordenadores da campanha vitoriosa de Jânio Quadros à prefeitura paulistana e, em 1986, candidatou-se a senador pelo PDS, terminando na quarta colocação, com 2 256 142 votos (9,50% dos válidos, à época). À sua frente ficaram os peemedebistas Mário Covas, primeiro colocado e eleito com 7 785 667 votos (32,78% dos válidos, à época), e Fernando Henrique Cardoso, segundo colocado e também eleito, com 6 223 995 votos (26,20% dos válidos). Na terceira colocação estava o jurista petista Hélio Bicudo, com 2 456 837 votos (10,34% dos válidos). Em 2000, lançou-se candidato à prefeitura, desta vez pelo PSC, mas foi apenas o nono colocado, com 9 691 votos (0,18% dos válidos, naquele pleito). Em 2002, disputou novamente uma vaga ao Senado por São Paulo, obtendo a 17ª colocação, com 63 641 votos (0,2% dos válidos, à época). Depois,se filiou ao Partido Trabalhista Brasileiro (PTB).
Marin foi lançado na política pela Gazeta de Santo Amaro, de Armando da Silva Prado Neto. Armando acabou sendo o único doador da campanha de Marin ao Senado, além da colaboração do próprio candidato. A doação teria sido uma forma de agradecimento pelos longos anos de amizade.
Se filiou ao PSD em 2023, por intervenção do ex-deputado estadual Campos Machado.

### Dirigente esportivo
Foi presidente da Federação Paulista de Futebol entre 1982 e 1988 e chefe da Delegação Brasileira na Copa do Mundo de 1986, no México. Como um dos vice-presidentes da CBF, representando a Região Sudeste, era o sucessor de Ricardo Teixeira. Após a renúncia de Teixeira, que alegava motivos de saúde, assumiu o comando da Confederação Brasileira de Futebol e do COL (Comitê Organizador Local da Copa do Mundo FIFA Brasil 2014) em 12 de março de 2012.
José Maria Marin, exigiu a convocação de Fred e Diego Cavalieri para o Superclássico das Américas de 2012. Mano acatou e conquistou o título, mas foi demitido após a competição. Marin anunciou o retorno de Luiz Felipe Scolari. Em 2013, o Brasil foi campeão da Copa das Confederações, disputando a final contra a Espanha no Maracanã e recuperando, assim, o prestígio junto ao torcedor.
Em 2014, último ano do mandato de Marin, o presidente da Federação Paulista de Futebol, Marco Polo Del Nero, foi eleito para sucedê-lo no comando da CBF a partir de 2015.

#### A medalha embolsada
Em 25 de janeiro de 2012, durante a premiação após o jogo final da Copa São Paulo de Futebol Junior, ocorrida no Estádio do Pacaembu e vencida pelo Corinthians, Marin embolsou disfarçadamente uma medalha que seria entregue ao jogador corintiano Mateus. O ato foi flagrado pelas câmeras da Band e exibido ao vivo, em rede nacional. O episódio causou revolta e foi muito comentado nas redes sociais.

#### Nova sede da CBF
A nova sede da CBF, que foi inaugurada em 4 de julho de 2014, tinha o nome de José Maria Marin. A homenagem foi sugerida pelo presidente da Federação Catarinense, Delfim Peixoto, que afirma que a sede da entidade é uma obra feita pelo atual presidente. A decisão foi tomada na mesma assembleia da CBF que elegeu Marco Polo Del Nero, presidente da Federação Paulista de Futebol, como presidente da CBF a partir de abril de 2015. O nome foi retirado após a prisão, ocorrida em Zurique.

### Investigação do FBI e prisão na Suíça
Em 27 de maio de 2015, foi preso na Suíça, acompanhado de outros seis executivos da FIFA, em investigação liderada pelo FBI. De acordo com informações publicadas pelo The New York Times, mais de uma dúzia de policiais suíços à paisana chegaram sem aviso prévio ao Baur au Lac Hotel, local no qual executivos se hospedavam para o congresso anual da organização, marcado para os dias 28 e 29 de maio, e renderam os acusados de corrupção em ação pacífica, sem menor resistência dos envolvidos.
O Departamento de Justiça dos Estados Unidos informou ter indiciado 14 pessoas por fraude, lavagem de dinheiro e formação de quadrilha. Segundo os investigadores, os acusados movimentaram cerca de 150 milhões de dólares (mais de 470 milhões de reais em câmbio da época) em um esquema que já existiria há pelo menos 24 anos. Os negócios envolveriam direitos de transmissão e acordos de marketing em campeonatos na América Latina.

### Condenação
Passou seis meses preso em uma cadeia em Zurique, sendo depois transferido para os Estados Unidos, onde ficou em prisão domiciliar. Em dezembro de 2017 foi condenado por corrupção pela Corte do Brooklyn, em Nova York, sendo encaminhado para a prisão. Ainda sem fixar a pena, a condenação pode levar a 4 anos de prisão. Foi considerado culpado de seis acusações: conspiração para recebimento de dinheiro ilícito, conspiração para fraude relativa à Copa Libertadores, conspiração para lavagem de dinheiro relativa à Libertadores, conspiração para fraude relativa à Copa do Brasil, conspiração para fraude relativa à Copa América e conspiração para lavagem de dinheiro relativa à Copa América, tendo recebido 6,5 milhões de dólares desde que assumiu a gestão da CBF, em 2012. Em 30 de março de 2020, a juíza Pamela Chen atendeu ao pedido dos advogados para que o político e dirigente esportivo fosse posto em liberdade e reduziu sua pena, citando na decisão que Marin está com a "saúde significativamente deteriorada" e tem "risco elevado de graves consequências para a saúde devido ao atual surto de COVID-19".

### Morte
Marin morreu na madrugada do dia 20 de julho de 2025, aos 93 anos, no hospital Sírio-Libanês em São Paulo. A causa da morte não foi informada. Nos últimos meses, Marin enfrentava problemas de saúde, tendo sofrido um acidente vascular cerebral (AVC) no fim de 2023, que agravou seu quadro e o manteve sob cuidados médicos contínuos.